# Tobias Haug
Tobias Haug (25 giugno 1993) è un ex combinatista nordico tedesco.

## Biografia
Haug, originario di Friburgo in Brisgovia e attivo in Alpen Cup dal gennaio del 2009,  in Coppa del Mondo ha esordito il 26 gennaio 2013 a Klingenthal (20º) e ha ottenuto l'unico podio il 26 febbraio 2016 in Val di Fiemme, in Germania, piazzandosi 2º in una sprint a squadre LH 2x7,5 km assieme a Tino Edelmann. In carriera non ha preso parte né a rassegne olimpiche né iridate.

## Palmarès

### Coppa del Mondo
- Miglior piazzamento in classifica generale: 39º nel 2013
- 1 podio (a squadre):
  - 1 secondo posto